# Ebenhöch Ferenc
Ebenhöch Ferenc (Győr, 1821. július 25. – Győr, 1889. július 16.) római katolikus pap, helytörténész.

## Élete
Iparos szülők gyermekeként született. Szülővárosában elvégzett gimnáziumi és teológiai iskolái után 1844. november 21-én pappá szentelték. Újmisés kispapként mint házi tanító helyezkedett el a gróf Szapáry családnál, majd győr–belvárosi segédlelkész lett. Innét 1851-ben Koroncóra, majd Tétre került plébánosnak, 1874-ben pedig a győri káptalan kanonokja lett. Sok időt fordított a káptalani levéltár rendezésével, a fondokhoz jegyzékeket és mutatókönyveket készített, valamint kialakította a Cimeliotheca et Theca sorozatokat. Ennek során látása erőteljesen megromlott. A győri püspök megbízásából a szemináriumban tartott régészeti és építészeti előadásokat.
Portréja többek között a Rómer Flóris Művészeti és Történeti Múzeum gyűjteményében található.

## Munkássága
Neve leginkább a Győr vidékét leíró helytörténeti, régészeti, egyháztörténeti, növény- és madártani írásain, valamint numizmatikai publikációin keresztül maradt fenn.
Műkedvelőként már plébános korában foglalkozott növénypreparátum- és éremgyűjtéssel. Rómer Flórissal barátságot kötve ekkor tett szert a kor egyik legjelesebb régipénz-gyűjteményére, kőkori fegyver- és szerszámkollekcióját pedig a Magyar Nemzeti Múzeumnak adományozta. A káptalanhoz kerülve érdeklődése a szentképek és kegyérmék felé fordult, s mindkettőből többezres gyűjteményt állított össze, amelyek jelentős forrásként szolgáltak a hagiográfiai kutatásokhoz. Rövid ideig belföldi és külföldi lapokat, olajfestményeket és képes kiadványokat is gyűjtött.
Mecénásként pártolta az egyházművészetet, ezt többek között a koroncói templomnak adományozott klenódiumok bizonyítják, de emellett a budapesti Mátyás-templom részére Kratzmann Ede műhelyében szintén festetett egy ablakot. Végrendeletében egyéb jótékony adományain kívül 6000 forintot hagyott a győri fiúárvaházra, kegyéremgyűjteményét pedig a Magyar Nemzeti Múzeumra hagyta. Szentképgyűjteményét Győri Egyházmegyei Gyűjtemény őrzi, naplója a koroncói plébánián található.

## Művei
- A Budapesten rendezett iparmű- és történelmi-emlék kiállításra dr. Zalka János győri püspök által küldött egyházi műtárgyak és régiségek. Győr: Sauerwein ny. 1876
- Győrvidékének kőkorszaki leletei. Győr: szerző. 1877
- A győri szentegyház régi flandriai kárpitja. Budapest. 1889
- "Romert sokan, Floriánt csak kevesen ismerik". Rómer Flóris és Ebenhöch Ferenc levelezése, 1845–1888; sajtó alá rend. Csécs Teréz; Szent Mór Bencés Perjelség, Győr, 2019

Tanulmányok
- Flora von Koronczó. Verhandlungen des Vereins für Naturkunde zu Preszburg 4 (1859)
- Die phanerogamen Pflanzen von Koronczó und dessen Umgebung. Verhandlungen des Vereins für Naturkunde zu Pressburg 5 (1860–1861)
- Die Vögel des Koronczóer Weichbildes. Corr. f. Naturk. in Pressburg (1863)
- Egy győrmegyei papnak (Mátéffi Istvánnak) emlékirata a XVIII. századból. Magyar Sion (1863)
- Koronczó története. Győri Történeti és Régészeti Füzetek 4 (1865)
- A koronczói (Győr-m.) vidéknek kő-, bronz- és vaskori leletei. Archaeologiai Közlemények 7 (1867–1868)
- Győrmegyei egyházállapotok.  Magyar Sion 7 (1869)
- Archaeológiai levelek. Archaeologiai Értesítő 31 (1870) 166–167.
- Román kori oltárkereszt. Archaeologiai Közlemények 8 (1870–1871)
- Két román kori kerekegyház nyoma Győrmegyében. Archaeologiai Közlemények 8 (1870–1871)
- Egy látogatás a ft. győri káptalan orsz. levéltárában. Győri Közlöny (1879)
- Méhkerti Milkovits János mint numismaticus és az ő éremtani gyűjteményei. A Magyar orvosok és természetvizsgálók XVII., 1874. augusztus 24–29. Győrött tartott nagygyűlése. Szerk. Fehér Ipoly. Budapest: Franklin ny. 1875
- A veszprémmegyei hathalmi sírhalmok. A Magyar orvosok és természetvizsgálók XVII., 1874. augusztus 24–29. Győrött tartott nagygyűlése. Szerk. Fehér Ipoly. Budapest: Franklin ny. 1875